# Luc Leroi
Pour les articles homonymes, voir Leroi.
Luc Leroi est un héros de bande dessinée créé par le scénariste et dessinateur français Jean-Claude Denis.

## Historique
Il fait sa première apparition dans les pages du mensuel de bande dessinée (À suivre) en 1980. Ses premières aventures sont des histoires courtes de quelques pages, riches en personnages secondaires.
En 1986, Le Nain Jaune est la première aventure de Luc Leroi à s'étirer sur tout un album. Celui-ci obtient le Prix du Public en 1987 au Festival d'Angoulême.
Après quelques années d'absence, Luc Leroi revient en 1998 avec Bande d'individus, puis fête ses 20 ans d'existence avec Toutes les fleurs s’appellent Tiaré en 2000.

## Albums
- Luc Leroi déménage un peu, Futuropolis, 1981
- Luc Leroi contre les forces du mal, Futuropolis, 1982[1]
- Luc Leroi remonte la pente, Casterman, 1985
- Le Nain jaune, Casterman, 1986
- Des écureuils et des filles, Casterman, 1990
- Bandes d'individus, Casterman, 1998[2]
- Toutes les fleurs s’appellent Tiaré, Casterman, 2000[3]
- Luc Leroi reprend tout à zéro : intégrale des 7 albums et de 5 histoires courtes inédites, Futuropolis, 2012
- L'intégrale Tome 1 : Tout d'abord, 1980-1986, Futuropolis, 2016
- Plutôt plus tard, Futuropolis, 2016
- L'intégrale Tome 2 : Par la suite, 1986-1990, Futuropolis, 2017